# Apallates sicatrix
Apallates sicatrix är en tvåvingeart som först beskrevs av Charles Howard Curran 1926.  Apallates sicatrix ingår i släktet Apallates och familjen fritflugor. Inga underarter finns listade i Catalogue of Life.